# سوزان يوسف
سوزان يوسف (1977-) مخرجة أفلام سورية من أصل فلسطيني، ولدت في بروكلين الولايات المتحدة. درست السينما في جامعة تكساس الأمريكية. عملت بالبداية كمعلمة وصحفية في بيروت، ثم اكتشفت موهبتها في الإخراج وبدات العمل في إخراج الأفلام. حازت على منحة من برنامج فولبرايت، وبرنامج بونتر في جامعة ييل. وهي ضيفة متحدثة في جامعة هارفرد، وجامعة بيل، وبرينستون، ومتحدثة في وزارة الخارجية الأمريكية، تقيم حالياً في ماكميلان. تعرض جميع أفلامها على منصة نتفلكس. حصلت على جائزة الأميرة غريس، والعديد من جوائز المهرجانات العالمية. 

## أفلامها
أخرجت يوسف العديد من الأفلام والتي نالت جوائز عالمية منها:
- فيلم ممنوع التجول عام 2004.

- فيلم حبيبي راسك خربان، نال جائزة المهر العربي للأفلام الروائية الطويلة عام 2011.
- فيلم مريون والحجاب الطائر عام 2019.
- فيلم من أمستردام إلى الأناضول بالتعاون مع مع 21st Century Fox عام 2019.

## وصلات خارجية
سوزان يوسف على موقع IMDb (الإنجليزية)
- سوزان يوسف على موقع قاعدة بيانات الفيلم (الإنجليزية)

لم يتم العثور على روابط لمواقع التواصل الاجتماعي.